# Düzağıl, Eleşkirt
Düzağıl là một xã thuộc huyện Eleşkirt, tỉnh Ağrı, Thổ Nhĩ Kỳ. Dân số thời điểm năm 2011 là 82 người.